# Mazza chiodata

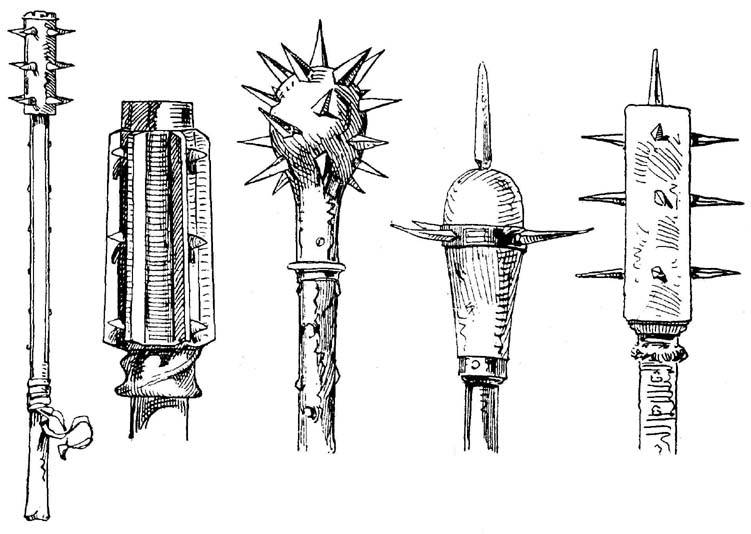
Differenti tipi di Morgenstern della Boemia.
Schizzi di Wendelin Boeheim - 1890

La mazza chiodata, conosciuta anche come stella del mattino, goedendag e goupillon è un'arma medievale consistente sostanzialmente in una mazza dotata di uno o più aculei.
L'arma è stata utilizzata fino alla prima guerra mondiale, quando i soldati erano costretti a combattere in corpo a corpo nelle trincee.

## Storia
La stella del mattino "classica" viene spesso rappresentata nell'arte medievale. Una di esse è ad esempio presente come armamento di un cavaliere o di un soldato nell'arazzo di Cesare del Museo di Storia di Berna, che rappresenta la battaglia condotta da Giulio Cesare contro il condottiero germanico Ariovisto.
Esso fa parte di alcuni arazzi tessuti a Tournai tra il 1465 e il 1470 e presi come bottino di guerra a Carlo il Temerario dopo una delle sue sconfitte durante la sua guerra contro gli svizzeri.
Nel poema Le Chevalier Délibéré scritto da Olivier de la Marche e pubblicato nel 1486, vi è un'incisione che rappresenta un cavaliere che porta una stella del mattino piuttosto semplice con aculei montati in modo asimmetrico e un mazzafrusto a una sola sfera di aculei (quest'ultimo noto come kettenmorgenstern).
Si pensa che nel medioevo la mazza chiodata in generale venisse usata per sfondare e disarticolare le armature dei nemici che poi venivano però "finiti" con le spade o i pugnali.

### Utilizzo nellaGrande Guerra
La guerra di trincea che caratterizzò la prima guerra mondiale, evidenziò l'inadeguatezza e spesso la mancanza negli eserciti di armi adatte al combattimento corpo a corpo in spazi ristretti, quali erano le trincee. Inizialmente furono gli stessi soldati a sopperire a questa mancanza modificando manualmente pugnali di origine commerciale o baionette catturate al nemico.
Ben presto però, a tutti gli eserciti impegnati nel conflitto, furono distribuite armi d'ordinanza per gli assalti corpo a corpo, per lo più pugnali; e si vide inoltre l'uso di pugni di ferro, nonché, ovviamente, della mazza ferrata (da entrambi gli schieramenti tedeschi e austro-ungarici, inglesi e francesi), la quale non veniva più utilizzata da circa tre secoli.
In quel contesto, data l'assenza di armature, la mazza ferrata non fu usata alla maniera medievale ma piuttosto alla stregua di una clava.

#### Mazze ferrate e propaganda
All'epoca della Grande Guerra ci fu in Italia una enorme campagna anti austriaca incentrata sull'utilizzo, raffigurato come barbaro e infame, della mazza ferrata utilizzata per colpire e uccidere i soldati inermi colpiti dai gas. Ciò avvenne mediante cartoline, opuscoli, locandine e giornali allo scopo di "disumanizzare" il nemico, raffigurandolo spietato, sanguinario e crudele. Nulla di tutto ciò avvenne tra le altre nazioni di entrambi gli schieramenti, dove l'ampio uso in trincea delle mazze ferrate le fece considerare per quello che erano, armi comuni d'assalto e da difesa.

### Usi recenti
Nella "cella della morte" della Risiera di San Sabba è stata rinvenuta una mazza ferrata adoperata per dare il colpo di grazia ai condannati.
Attualmente, la mazza ferrata viene ancora utilizzata ad esempio nella Giostra del monaco a Ferrara, unica giostra storica equestre con mazza ferrata, dove cavalieri a rappresentanza delle città di Este, Ferrara e Grottazzolina, devono colpire con la mazza ferrata il bersaglio, costituito da tre scudi in gesso di diversa grandezza, posti a circa tre metri d'altezza su una speciale "forca".

## Tipologie

### Armi medievali

#### Lastella del mattino
La stella del mattino (in inglese morning star, in tedesco Morgenstern) era sostanzialmente una mazza dotata di aculei (o punte) metallici; generalmente con una punta più lunga all'apice, oltre ad un certo numero di aculei più piccoli tutto intorno alla testa dell'attrezzo. Veniva utilizzata sia in fanteria che in cavalleria, nel qual caso, spesso, era provvista di impugnatura più lunga. La mazza d'armi, arma tradizionale dei cavalieri, si sviluppò indipendentemente, divenendo un'arma completamente in metallo con una testa di varie forme, mentre la stella del mattino conservò i suoi caratteristici aculei, con una impugnatura generalmente in legno di varie misure (spesso nelle armi in uso alla fanteria arrivava a misurare anche 1,8 m (6'), allo scopo di facilitare la presa a due mani). Il suo utilizzo cominciò ad essere popolare all'inizio del XIV secolo, e il termine viene spesso applicato erroneamente al mazzafrusto (in francese fléau d'armes e in tedesco Kriegsflegel), che consiste in un manico di legno su cui è fissata una catena terminante in una o più sfere metalliche o una barra di legno o metallo, che può avere anche aculei. Il peso della stella del mattino variava a seconda della lunghezza, del materiale usato e della grandezza della parte metallica. Poteva essere impugnata o anche lanciata.
Si pensa spesso che la stella del mattino fosse un'arma utilizzata dalla semplice milizia contadina, ma ciò non è corretto. Si distinguono infatti tre tipi dell'arma, distinti per qualità di lavorazione:
- Il primo era di buona manifattura ed utilizzato dai soldati di professione, prodotto in serie da esperti artigiani per essere immagazzinato negli arsenali cittadini.
- Il secondo, molto più semplice, veniva prodotto a mano dalle stesse milizie contadine, con legnami che essi stessi si procuravano (per questo motivo le foreste erano spesso indicate come "arsenali di Dio") e fornite di punte e aculei dei locali maniscalchi. L'impugnatura e la testa erano solitamente ricavate in un solo blocco, e talvolta venivano rinforzate con fasce metalliche.
- Il terzo aveva uno scopo prettamente decorativo, spesso dotato di impugnatura corta e fatto interamente in metallo (un esempio del XVI secolo in acciaio, oro e argento è conservato nella Collezione Wallace di Londra)[5].

Due esempi del tipo militare sono conservati nei musei di Vienna, entrambi del XVI secolo. Il primo misura 2,35 m di lunghezza, incluso l'aculeo principale che misura 54 cm. La testa è costituita da un cilindro di legno fissato sull'impugnatura e rinforzato con fasce metalliche, con cinque punte metalliche disposte in maniera simmetrica. Il secondo esempio ha una testa metallica di fattura piuttosto complessa, con aculei a forma di V, montata su una impugnatura che misura poco meno di due metri di lunghezza. Una barra di acciaio ritorto connette l'impugnatura alla base dell'aculeo principale. Esistono anche 183 esemplari a Graz, prodotti in serie e forniti all'arsenale nel 1685. Sono comparabili per lunghezza agli esemplari già descritti ed hanno tre file di punte intorno alla testa. Nel tipo militare l'impugnatura lignea veniva generalmente rinforzata con fasce di metallo. Altri esemplari di queste armi sono conservati in Svizzera negli arsenali di Lucerna e Zurigo.

#### IlGoedendag
Il Goedendag o Plancon era un'arma fiamminga descritta spesso come simile alla stella del mattino; era un'arma ad asta che combinava una lancia con una mazza. Il suo nome ha un significato sarcastico, poiché Goedendag è il termine olandese per "buona giornata". Fu usata con grande efficacia dalle truppe fiamminghe contro la Francia durante la Battaglia degli speroni d'oro, l'11 luglio 1302. Era un'arma di fanteria, formata da una grossa impugnatura di legno (di lunghezza variabile tra 1,2 e 1,8 m (4 - 6 piedi), che si allarga leggermente verso l'alto, sormontata da una punta di ferro. Viene rappresentato nei dipinti del cassettone di Courtrai Chest (che si trova presso il New College di Oxford, Inghilterra), utilizzato a fianco della lunga picca, detta geldon, dai fiamminghi contro i cavalieri francesi. Kelly DeVries in Medieval Military Technology afferma che la punta aveva lo scopo di disarcionare i cavalieri francesi, mentre la mazza doveva servire per colpire l'avversario a terra. Fu usata solo per un breve periodo, ed esclusivamente dalla fanteria fiamminga, prima di essere abbandonata agli inizi del quindicesimo secolo.

#### L'Holy water sprinkler
L'holy water sprinkler (letteralmente aspersore di acqua santa, per la sua rassomiglianza all'aspergillum utilizzato nella liturgia cattolica), o in francese goupillon, era una stella del mattino popolare nell'esercito inglese dal sedicesimo secolo e prodotta in serie da fabbri. Una di queste armi è presente nelle Armerie Reali ed è costituita da una testa di ferro con sei flange. L'impugnatura di legno è rinforzata con quattro fasce e la lunghezza totale dell'arma è di circa 1,90 m.
Il termine può essere utilizzato per descrivere un tipo di mazzafrusto. Invece di una sfera metallica alla fine della catena, aveva una cilindro metallico ricoperto di acuminate spine. Secondo la leggenda popolare, era l'arma favorita di Giovanni I di Boemia, che, essendo cieco, la utilizzava per colpire casualmente tutto intorno a sé.

### Armi della Grande Guerra

#### Mazze ferrate inglesi e tedesche

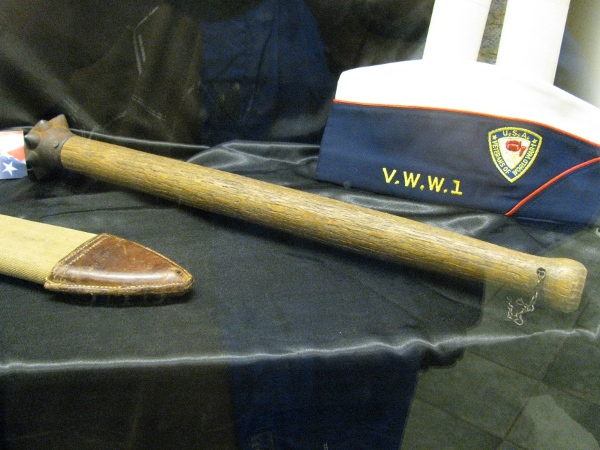
Mazza ferrata dei Royal Engineers

La prima apparizione delle mazze ferrate della Prima Guerra Mondiale avvenne sul fronte occidentale nelle mani degli inglesi, dove proprio il Royal Engineers (Genio militare), avviò per primo tra gli eserciti la produzione di tale arma.
Il genio inglese preferì adottare le mazze ferrate invece che i coltelli come negli altri eserciti, in quanto più efficaci nel corpo a corpo e nelle mischie in trincea, dove la mazza poteva essere usata "alla cieca" e mettendo in grado l'assalitore di tramortire o uccidere più soldati nemici.
Ma probabilmente vi fu anche un motivo pratico ed economico, infatti la produzione di una mazza era sicuramente più economica e veloce in confronto alla produzione di un buon pugnale, dimostrazione ne fu la "flanged knobkerrie" (mazza alettata) la cui testa in ferro era intercambiabile, rendendo il manico "multiuso", essendo progettato per ospitare una paletta o una piccola piccozza.
In linea di massima le mazze progettate dalla Royal Engineers erano lunghe circa 50 cm, in legno tornito con un rinforzo in ferro nella testa con cui si colpiva il nemico, con chiodi sfaccettati o rotondi.
Più complesse erano invece le mazze ferrate in dotazione all'esercito tedesco, analogamente a quelle dell'esercito austro-ungarico, erano di due tipi, flessibile con fusto a molla e testa cubica o ovoidale con punte, o di tipo rigido in legno con la testa cilindrica in ferro con chiodi o punte, molto più decorate delle mazze rigide inglesi.

#### Mazze ferrate austroungariche
Sul fronte italiano, le mazze ferrate apparvero per la prima volta sul Monte San Michele durante un attacco del 1º e del 17º reggimento della 20ª Divisione austriaca con i gas asfissianti il 29 giugno 1916. Da quel giorno, la propaganda italiana strumentalizzò moltissimo l'uso definito "barbaro" delle mazze ferrate da parte del nemico per dare il colpo di grazia ai nemici esanimi dai gas.
Il terreno di scontro italo-austriaco, modificò anche la progettazione delle mazze austriache, queste infatti erano spesso con fusto a molla, corte e leggere, senza punte e quindi adatte per essere infilate nei cinturoni, in modo da aumentarne maneggevolezza e diminuirne l'ingombro.

### Libri
- (DE) Wendelin Boeheim, Handbuch der Waffenkunde. Das Waffenwesen in seiner historischen Entwicklung vom Beginn des Mittelalters bis zum Ende des 18 Jahrhunders, Lipsia, 1890.
- (EN) Bradford Broughton, Dictionary of Medieval Knighthood and Chivalry, New York, Greenwood Press, 1986, ISBN 0-313-24552-5.
- (EN) Kelly DeVries, Medieval Military Technology, Broadview Press, 1998, ISBN 0-921149-74-3.
- Renato Finandri, Le mazze ferrate della prima guerra mondiale, Udine, Gaspari Editore, 2007.
- (EN) Paul Martin, Armour and Weapons, Londra, Herbert Jenkins, 1968.
- (EN) A.V.B. Norman e G.M. Wilson, Treasures from the Tower of London, Londra, Lund Humphries, 1982, ISBN 0-946009-01-5.
- (EN) John Waldman, Hafted Weapons in Medieval and Renaissance Europe. The Evolution of European Staff Weapons Between 1200 and 1650, Brill Publishers, 2005, ISBN 90-04-14409-9.

### Riviste
- Renato Finadri, Le mazze ferrate della I Guerra Mondiale. 1ª Parte (PDF), in Copia archiviata, Quaderni di oplologia, n. 8, 1º semestre 1999,  pp. 39-52. URL consultato il 19 aprile 2007 (archiviato dall'url originale il 30 settembre 2007).